# Dodge Raider
Dodge Raider – samochód terenowy klasy wyższej produkowany pod amerykańską marką Dodge w latach 1987 – 1989.

## Historia i opis modelu

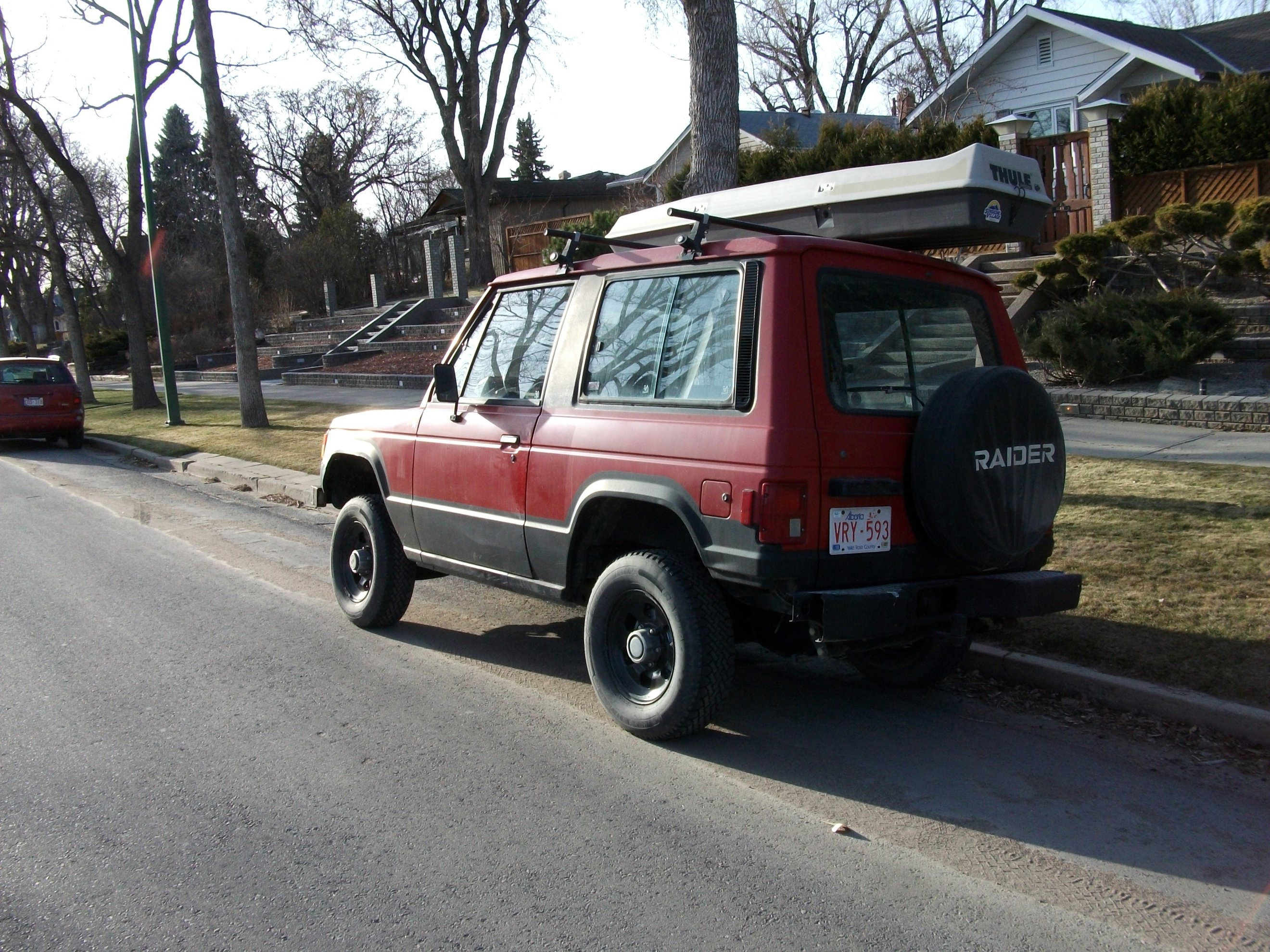
Dodge Raider - tył

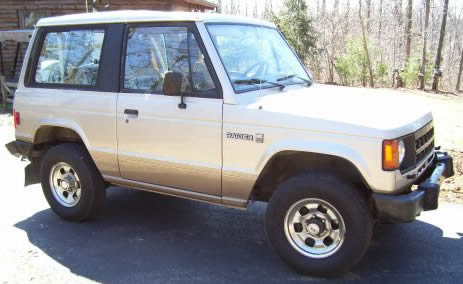
Dodge Raider - sylwetka

W 1987 roku Dodge w ramach szeroko zakrojonej współpracy z Mitsubishi zdecydowało się opracować bliźniaczy model na bazie produkowanego wówczas od 1981 roku terenowego modelu Pajero. 
W przeciwieństwie do oferowanego równolegle japońskiego bliźniaka, Dodge Raider oferowany był tylko z jedną dostępną jednostką napędową i wyłącznie w skróconej, trzydrzwiowej wersji nadwoziowej. Różnice wizualne były minimalne - samochód nie nosił nawet logotypów Dodge, a jedynie dedykowane napisy na czele z informacją Imported for Dodge na klapie bagażnika. 
Produkcja samochodu trwała jedynie 2 lata i zakończyła się w 1989 roku z powodu niewielkiego popytu.

### Wersje wyposażeniowe
- LE
- S

### Silniki
- L4 2.6l 4G54